# Cantón de Saint-Gervais-les-Trois-Clochers
El cantón de Saint-Gervais-les-Trois-Clochers era una división administrativa francesa, que estaba situada en el departamento de Vienne y la región de Poitou-Charentes.

## Composición
El cantón estaba formado por nueve comunas:
- Antran
- Leigné-sur-Usseau
- Mondion
- Saint-Christophe
- Saint-Gervais-les-Trois-Clochers
- Sérigny
- Usseau
- Vaux-sur-Vienne
- Vellèches

## Supresión del cantón de Saint-Gervais-les-Trois-Clochers
En aplicación del Decreto nº 2014-264 de 27 de febrero de 2014, el cantón de Saint-Gervais-les-Trois-Clochers fue suprimido el 22 de marzo de 2015 y sus 9 comunas pasaron a formar parte del nuevo cantón de Châtellerault-2.